# Chelidura apfelbecki
Chelidura apfelbecki – gatunek skorka z rodziny skorkowatych i podrodziny Anechurinae.
Gatunek ten po raz pierwszy opisany został w 1907 roku przez Franza Wernera.
Skorek o stosunkowo krępym, jednolicie ciemnorudobrązowym ciele. Nieco dłuższa niż szeroka głowa ma nabrzmiałe czoło, niewyraźne szwy, wklęśnięty środek tylnej krawędzi oraz małe, znacznie krótsze od skroni oczy. Czułki mają pierwszy człon krótszy niż ich rozstaw, drugi poprzeczny, trzeci nieco dłuższy niż czwarty, a pozostałe człony walcowate ze zwężeniami w częściach nasadowych. Poprzeczne przedplecze ma mniej lub bardziej proste i nieco rozszerzone ku tyłowi krawędzie boczne, wypukłą krawędź tylną i wyraźną, podłużną bruzdę przez środek powierzchni. Pod szczątkowymi pokrywami brak jest skrzydeł tylnej pary. Odnóża są dość krótkie. Szeroki odwłok ma boczne brzegi w widoku od góry wypukłe, tergit trzeci z małymi, a czwarty z dużymi podgięciami gruczołowymi na bokach. Ostatni z tergitów jest poprzeczny i ma parę dużych, tępych guzków na dysku. Przysadki odwłokowe (szczypce) samca mają szeroko rozstawione, w widoku bocznym niefaliste, w widoku od góry silnie zakrzywione ramiona z małym zębem po brzusznej stronie krawędzi wewnętrznej. Narządy rozrodcze samca charakteryzują się stosunkowo krótką virgą w płacie genitalnym.
Owad palearktyczny, europejski, endemiczny dla Bałkanów, znany z Bośni i Hercegowiny (miejsce typowe) oraz Serbii.